# Bob Kaufman
Robert Garnell Kaufman (Bob Kaufman, ur. 18 kwietnia 1925, zm. 12 stycznia 1986) – amerykański poeta i surrealista, a także performer jazzowy i satyryk.

## Życiorys
Bob Kaufman urodził się w Nowym Orleanie; jego ojciec w połowie Afroamerykanin i Żyd, pracował jako tragarz Pullmana na kolei, która kursowała między Nowym Orleanem a Chicago, a matka Vignes, pochodząca z Martyniki, była nauczycielką. Jego życie zawodowe rozpoczęło się na morzu; był chłopcem pokładowym na statku Henry Gibbins. Mieszkał w Nowym Jorku i San Francisco, pracował podczas kampanii prezydenckiej Partii Postępowej Henry'ego Wallace'a w 1948 r., podczas której został aresztowany i wtrącony do więzienia. Związał się z poetami Beat Generation i stał się jedną z wybitnych postaci tego ruchu. Pod koniec lat 50. XX w. City Lights Books wydało trzy jego publikacje. We Francji, gdzie jego poezja cieszyła się dużym zainteresowaniem, był znany jako „czarny Arthur Rimbaud”. Kaufman recytował swoje wiersze i manifesty na odczytach poezji w miejscach publicznych; często był aresztowany przez policję. W Nowym Jorku został aresztowany i poddany terapii szokowej wbrew jego woli. Po zastrzeleniu prezydenta  Kennedy'ego złożył ślubowanie milczenia, które utrzymywał przez dziesięć lat. Zmarł z powodu rozedmy płuc w styczniu 1986 r.